# 瓦合甫
瓦合甫（阿拉伯語：وقف；土耳其語：vakıf），一作瓦克夫，是伊斯蘭法律當中不可剝奪的宗教捐獻，通常是指為穆斯林宗教或公益目的而捐獻建築物或田地。捐獻的財產由慈善信託管理，捐獻者被稱為「瓦基夫」（Wakif）。

## 定義
瓦合甫在字面上解作收押，據伊瑪目阿布·哈尼法所說，這是以真主的名義收押某物或為慈善用途而捐獻。
伊瑪目阿布·優素福和穆罕默德曾說瓦合甫意味著某物件的佔用在某程度上使該物件成為了宗教財產，原有者會失去對該物件的權利，用之於真主所創造出來的人類身上。
古蘭經當中沒有有關瓦合甫的指令，但有一條聖訓指出「伊默·伊本·凱希塔伯在開伯爾擁有土地，他向先知穆罕默德徵求土地的處置意見，穆罕默德認為如果凱希塔伯願意的話就把土地的利益撥作慈善用途」。瓦合甫是指穆斯林出於法律認可為慈善或宗教的任何目的而作為永久性的奉獻。

## 印度的瓦合甫
13世紀阿依努爾·穆爾克·木爾坦的著作是印度瓦合甫的早期參考書目，史學家齊亞丁·巴拉尼認為木爾坦是德里蘇丹國和卡爾吉王朝第一位統治者賈拉爾·烏德·丁·菲魯茲·卡爾吉（Jalal ud din Firuz Khilji）的官員。根據著作裡的描述，蘇丹梅祖丁·森姆·加奧爾將兩座村落奉獻給木爾坦的賈瑪寺，又將其管理權交付給帝國最高的教事官員。後來還有更多的瓦合甫，其時的德里蘇丹國繁榮昌盛。
印度政府在1954年通過瓦合甫法，瓦合甫被區分為墓地、休閒地等使用的瓦合甫、伊斯蘭教阿訇封地名下的瓦合甫及被伊斯蘭法律認可為宗教和慈善目的而留給親屬的瓦合甫。1954年瓦合甫法得到通過後，聯合政府指示所有地方政府實施該法，管理各種瓦合甫機構，諸如清真寺、達加（Dargah）、侯賽因尼亞（Hussainia）、墓地等宗教和公益團體。
在印度，印度瓦合甫中央委員會負責瓦合甫的管理工作，它是印度政府的法定機構，監察瓦合甫國家委員會。瓦合甫國家委員會則建立地區委員會、個別的瓦合甫機構來管理、規管和保護瓦合甫財產。依據薩查爾委員會（Sachar Committee）的報告，印度全國有五十萬個註冊的瓦合甫，佔地600,000英畝，總值六百億盧比。

## 學校和醫院經費
約10世紀，伊斯蘭瓦合甫法及伊斯蘭學校基金被建立，病坊（Bimaristan）逐漸在伊斯蘭世界湧現。到11世紀，伊斯蘭城市至少會有多間醫院。瓦合甫機構為醫院提供資金以支持各種支出，如醫生、眼科醫生、外科醫生、化學家、藥劑師及其他職工的工資；食物和藥品的費用；病床、床墊、碗砵和香水的費用及維護費用。瓦合甫機構又為醫學院注資，提供維護費用和教師的薪金。

## 外部連結
- （英文）瓦合甫法律
- （英文）五大法派的伊斯蘭法律
- （英文）東方百科條目 － 瓦合甫 （页面存档备份，存于）
- （阿拉伯文）科威特瓦合甫公共基金
- （阿拉伯文）瓦合甫موقع " وقفنا " （页面存档备份，存于）